# Emre Can
Emre Can (Frankfurt am Main, 12 de janeiro de 1994) é um futebolista alemão de origem turca que atua como volante. Atualmente defende o Borussia Dortmund.

## Clubes

### Bayern de Munique
Nascido em Frankfurt filho de pais turcos, Can começou sua carreira jogando como volante pela Equipe B do Bayern de Munique na Regional liga, fez sua estréia pela equipe principal do Bayern  em 2012 pela DFL-Supercup e sua estreia na Bundesliga foi contra FC Nürnberg em 13 de abril de 2013.

### Bayer Leverkusen
Em 2 de agosto de 2013, assinou um contrato de quatro temporadas com o Bayer Leverkusen. Em sua primeira e única temporada em Leverkusen, Can marcou quatro gols. Pelo Leverkusen fez sua estréia na Champions League contra o Manchester United em Old Trafford.

### Liverpool
Em 3 de julho de 2014, o Liverpool anunciou a compra do atleta por £ 9.750.000 (€ 12 milhões).
Fez sua estreia oficial pelo Liverpool em uma derrota fora contra o Manchester City em 25 de agosto, como um substituto de Joe Allen. Marcou seu primeiro gol em partida válida pela 11ª rodada da Premier League na derrota para o Chelsea por 2–1. No dia 22 de outubro de 2015, marcou o gol de empate do Liverpool sobre o Rubin Kazan em partida válida pela fase de grupos da Liga Europa que acabou em 1–1. Em 14 de fevereiro de 2016, Emre balançou as redes na vitória sobre o Aston Villa por 6–0 em atuação mágica dos jogadores dos Reds.[carece de fontes?]

#### 2016–17
No dia 29 de outubro de 2016, o meia alemão marcou seu primeiro gol na temporada em vitória por 4–2 sobre o Crystal Palace em partida válida pela 10ª rodada da Premier League. Deixou o seu também na rodada seguinte, dessa vez sobre o Watford na vitória por 6–1 em Anfield.[carece de fontes?] Em 4 de dezembro, apesar de marcar um gol, não conseguiu evitar a derrota do Liverpool para o Bournemouth por 4–3 no Dean Court.

#### 2017–18

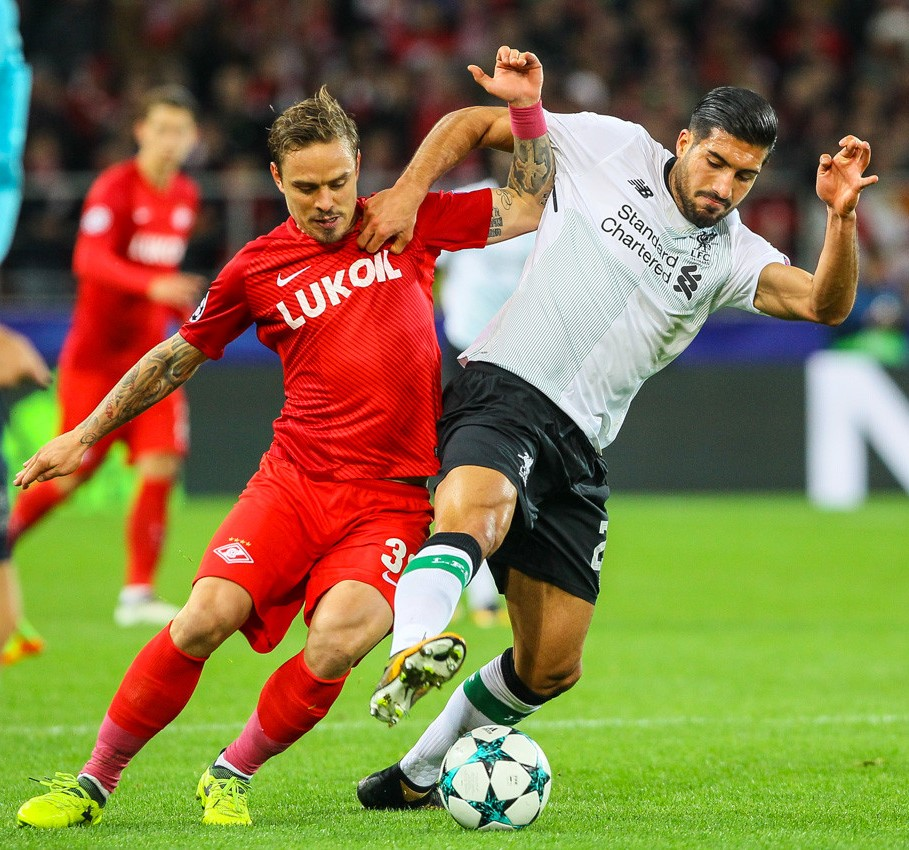
Emre Can em ação na Liga dos Campeões.

Em 23 de agosto de 2017, em partida válida pelos play-offs da Liga dos Campeões contra o Hoffenheim, Can marcou dois gols na vitória por 4–2 ao completar assistências de Sadio Mané e Roberto Firmino, resultado este que marcou a classificação do clube inglês para a fase de grupos. No dia 1 de novembro, assinalou o segundo tento na vitória por 3–0 sobre o Maribor concluindo passe de James Milner. A 2 de dezembro, marcou o primeiro gol no triunfo por 5–1 sobre o Brighton e Hove com assistência de Philippe Coutinho. Pelo Campeonato Inglês marcou mais dois tentos frente a Huddersfield Town e West Ham, respectivamente. Terminou a temporada disputando 8 minutos na final da Liga dos Campeões contra o Real Madrid.
Em 8 de junho de 2018, foi anunciado que o meia alemão não renovaria seu contrato com o time inglês dando fim a um ciclo que durou quatro temporadas em Anfield.

### Juventus
No dia 21 de junho de 2018, a Juventus anunciou a contratação do volante alemão, ele chegou sem custos ao clube italiano já que seu contrato com o time anterior havia terminado, de início seu contrato é válido até 30 de junho de 2022.

#### 2018–19
Estreou no dia 18 de agosto de 2018, em partida válida pela Serie A do Campeonato Italiano contra o Chievo substituindo Sami Khedira. Realizou sua primeiro jogo como titular frente ao Sassuolo contribuindo com uma assistência para o segundo gol de Cristiano Ronaldo na vitória (mesmo na estreia) por 2–1.[carece de fontes?]

### Borussia Dortmund
Com pouco espaço na Juventus após a chegada do técnico Maurizio Sarri, Emre Can chegou ao Dortmund por empréstimo no dia 31 de janeiro de 2020. No dia 18 de fevereiro, o clube anunciou sua compra em definitivo, em um contrato válido até junho de 2024.
Marcou seu primeiro gol no dia 8 de fevereiro, na partida contra o Bayer Leverkusen, em que seu time foi derrotado por 4-3.

## Seleção Nacional
Integrante da Seleção Alemã desde as categorias inferiores, estreou pela principal em 4 de setembro de 2015 em partida contra a Polônia válida pelas Qualificações para o Campeonato Europeu de 2016.

## Títulos
Bayern de Munique
- Bundesliga: 2012–13
- Copa da Alemanha: 2012–13
- Supercopa da Alemanha: 2012
- UEFA Champions League: 2012–13

Juventus
- Serie A: 2018–19

Borussia Dortmund
- Copa da Alemanha: 2020–21[17]

Alemanha
- Copa das Confederações FIFA: 2017

### Prêmios individuais
- Equipe do torneio do Campeonato Europeu Sub-17 2011
- Gol da Temporada 2016/17 da Premier League[18]